# Leiomela lineata
Leiomela lineata är en bladmossart som beskrevs av Brotherus 1904. Leiomela lineata ingår i släktet Leiomela och familjen Bartramiaceae. Inga underarter finns listade i Catalogue of Life.